# (33576) 1999 JW33
1999 JW33 (asteroide 33576) é um asteroide da cintura principal. Possui uma excentricidade de 0.11887310 e uma inclinação de 13.14243º.
Este asteroide foi descoberto no dia 10 de maio de 1999 por LINEAR em Socorro.